# Vito Chimenti
Vito Chimenti (Bari, Italia; 9 de diciembre de 1953-Pomarico, Italia; 29 de enero de 2023) fue un futbolista y entrenador de fútbol italiano que jugó en la posición de delantero.

## Trayectoria como jugador
Su carrera como futbolista, en la posición dde delantero, se desarrolla principalmente en la Serie B y la Serie C, con tres temporadas jugadas en la Serie A (77 apariciones y 13 goles en total en la máxima categoría).
Vistió la camiseta del Avis Edilsport Altamura, luego se trasladó a Matera, donde jugó su primer campeonato de la Serie C en la temporada 1972-1973. Después de un breve período con Lazio, regresó a la Serie C primero con Lecco, luego con Salernitana y nuevamente con Matera.
En la temporada 1977-1978 se trasladó a Palermo en la Serie B, donde jugó dos temporadas a un alto nivel con 29 goles en total.[6] Los resultados con el equipo Rosanero son un sexto lugar, un séptimo lugar y una derrota en la final de la Copa de Italia 1978-1979, cuando con su gol en el primer minuto de juego Palermo se adelanta y luego pierde el partido contra la Juventus;[6][7] Chimenti salió en el medio tiempo debido a una lesión en la rodilla causada por Antonio Cabrini.[6][7]
Hizo su debut en la Serie A el 16 de septiembre de 1979 una vez que se trasladó a Catanzaro, con quien anotó sólo una vez en la liga. Posteriormente, siempre se trasladó a la máxima categoría en Pistoiese, donde en la temporada 1980-1981 anotó 9 goles que no impidieron que los toscanos ocuparan el último lugar en la clasificación, pero le valió a Chimenti el título de mejor goleador de Pistoiese en la Serie A, habiendo sido esa temporada el único de la asociación naranja en la máxima categoría.
En el verano de 1981 se trasladó a Avellino, donde anotó 3 goles. Luego optó por bajar de categoría en las filas de Taranto primero en la Serie C1, donde fue máximo goleador del torneo en la temporada 1982-1983 con 13 goles y luego en la Serie B, donde permaneció hasta 1985, cuando sufrió una suspensión de 5 años por el caso Padua y terminó su actividad competitiva.

## Entrenador
Vito Chimenti fue segundo entrenador y entrenador de Matera.[8][9] También trabajó en el cuerpo técnico de Messina, Lanciano, Virtus Casarano, Rimini y Foggia. Su carrera como primer entrenador comenzó en la temporada 1991-92, cuando al inicio de la segunda ronda tomó el relevo de Ernesto Rago en el banquillo de Avigliano, equipo militante en el grupo I del Campeonato Interregional (la actual Serie D). El debut fue agridulce: en el partido con Bitonto Avigliano, luchando por la salvación, ganó 1-0, pero en apelación del equipo de Apulia el resultado se convirtió en 0-2 en la mesa debido a la presencia en Avigliano de un jugador descalificado. Con una gran recuperación durante la segunda ronda, Avigliano logró ganar una difícil salvación (ese año para la reforma del campeonato hubo 5 descensos en los campeonatos regionales), sin embargo, en la temporada siguiente Chimenti dejó el banquillo del equipo lucano, curiosamente reemplazado por Gaetano Montenegro, quien con Chimenti había formado la pareja de ataque en Palermo en el campeonato de la Serie B de 1978-79.
En noviembre de 2009 se convirtió en adjunto de Gianluca Grassadonia al frente de Salernitana,[10] y luego se convirtió en colaborador técnico de la misma. En 2011 regresó a Messina, donde ocupó el cargo de colaborador técnico.[11]
En 2020 se unió a la Consulta d'address de Palermo, representando a los fanáticos. Con él también el Dr. Leonardo Guarnotta, como miembro de la administración municipal y el abogado Santi Magazzù como exponente de la sociedad Rosanero.[12]
En 2021 se unió al cuerpo técnico de Pomarico, Eccellenza Basilicata, como entrenador del entrenamiento Sub-19. En la temporada siguiente fue confirmado en el cargo, añadiendo la tarea de entrenador de porteros, hasta su muerte.[13]

## Muerte
Murió el 29 de enero de 2023 a la edad de 69 años, afectado por una enfermedad, antes del partido de la Excelencia Lucana entre Pomarico y Real Senise, luego pospuesto.[14]

## Carrera

### Club
| Periodo   | Club                | Apariciones | Goles |
| --------- | ------------------- | ----------- | ----- |
| 1972–1973 | Matera Calcio       | 36          | 16    |
| 1973      | SS Lazio            | 0           | 0     |
| 1973–1974 | Calcio Lecco 1912   | 25          | 5     |
| 1974–1975 | US Salernitana 1919 | 29          | 3     |
| 1975–1977 | Matera Calcio       | 63          | 27    |
| 1977–1979 | Palermo FC          | 74          | 29    |
| 1979–1980 | US Catanzaro 1929   | 26          | 1     |
| 1980–1981 | US Pistoiese 1921   | 25          | 9     |
| 1981–1982 | US Avellino 1912    | 26          | 3     |
| 1982–1985 | Taranto FC 1927     | 83          | 22    |

### Entrenador
| Periodo   | Club              |
| --------- | ----------------- |
| 1993-1994 | Avigliano FC      |
| 1995      | Matera Calcio     |
| 2004–2005 | Matera Calcio     |
| 2006      | Leonessa Altamura |
| 2021-2023 | Pomarico Calcio   |

## Logros
- Serie D/H: 1

1975/76